# Christoph Pelargus
Christoph Pelargus (Świdnica, 3 de Agosto de 1565 — Frankfurt an der Oder, 10 de Junho de 1633) foi teólogo evangélico alemão. Era filho do superintendente Johannes Pelargus e de sua esposa, Agnes. Estudou filosofia e teologia na Universidade de Frankfurt an der Oder, onde foi tutor de Christoph Albinus (1589-1650), Andreas Wencelius (1549–1613), David Origanus (1558–1628), Andreas Sartorius (1562–1617) e Michael Haslob (1540–1589).

## Publicações
- Pleias orationum sacrarum 1618
- Novus Jesuitismus
- Evangelicarum qvaestionum & responsionvm liber quo inprimis totum S. Matthaei ... 1612
- De causis ruentium scholarum et praecipuis remediis oratio 1671
- In exequiis solennibus ... Johannis Georgii ... Marchionis Brandenburgensis ... Elegia ...
- Honori nuptiarum doctissimi ... Hochzeitsgedichte auf Christophorus Pelargus, Logikprof. in Frankfurt, und Elisabeth Albinus, 1586.